# Janirella polychaeta
Janirella polychaeta är en kräftdjursart som beskrevs av Yakov Avadievich Birstein1963. Janirella polychaeta ingår i släktet Janirella och familjen Janirellidae. Inga underarter finns listade i Catalogue of Life.